# یدالله محمدی‌نژاد
یدالله کفائی محمدنژاد معروف به یدی (زاده ۱۳۱۶ – درگذشته ۱۳۶۶) بازیگر سینما اهل ایران بوده‌است.

## بازیگر
- پرستش (۱۳۵۷)
- تکیه بر باد (۱۳۵۷)
- خیابانی‌ها (۱۳۵۷)
- مشت مرد (۱۳۵۷)
- نفس گیر (۱۳۵۷)
- جمعه (۱۳۵۶)
- صبح خاکستر (۱۳۵۶)
- نان و نمک (۱۳۵۶)
- تنها حامی (۱۳۵۵)
- سه نفر روی خط (۱۳۵۵)
- قادر (۱۳۵۵)
- مردی در آتش (۱۳۵۵)
- والده آقا مصطفی (۱۳۵۵)
- دو آقای با شخصیت (۱۳۵۴)
- کندو (۱۳۵۴)
- کینه (۱۳۵۴)
- کوثر (۱۳۵۳)
- مراد برقی و هفت دخترون (۱۳۵۳)
- تنگسیر (۱۳۵۲)
- شلاق (۱۳۵۲)
- گرگ بیزار (۱۳۵۲)
- هفت دلاور (۱۳۵۲)
- پدر که ناخلف افتد (۱۳۵۱)
- دشنه (۱۳۵۱)
- طغرل (۱۳۵۱)
- فرشته نجات (۱۳۵۱)
- قلندر (۱۳۵۱)
- آتشپاره شهر (۱۳۵۰)
- رشید (۱۳۵۰)
- رضا چلچله (۱۳۵۰)
- شکار انسان (۱۳۵۰)
- بارگاه شیطان (۱۳۴۹)
- جعفر و گلنار (۱۳۴۹)
- رام کردن مرد وحشی (۱۳۴۹)
- زیبای جیب بر (۱۳۴۹)
- تک خال (۱۳۴۸)
- ستاره فروزان (۱۳۴۸)
- قصه دلها (۱۳۴۸)
- گناه مادر (۱۳۴۸)
- پلی بسوی بهشت (۱۳۴۷)
- جاده تبهکاران (۱۳۴۷)
- خشم کولی (۱۳۴۷)
- دختر عشوه گر (۱۳۴۷)
- ستاره هفت آسمان (۱۳۴۷)
- لوطی قرن بیستم (۱۳۴۷)
- ازجان‌گذشتگان (۱۳۴۶)
- ایمان (۱۳۴۶)
- جاده زرین سمرقند (۱۳۴۶)
- دروازه تقدیر (۱۳۴۶)
- علی بابا و چهل دزد (۱۳۴۶)
- کوه زاد (۱۳۴۶)
- میلیونرهای گرسنه (۱۳۴۶)
- هفت شهر عشق (۱۳۴۶)
- بیست سال انتظار (۱۳۴۵)
- سه بمب آتشین (۱۳۴۵)
- گدایان تهران (۱۳۴۵)
- مأمور ۱۱۴ (۱۳۴۵)
- مأمور دو جانبه (۱۳۴۵)
- هاشم خان (۱۳۴۵)
- ببر کوهستان (۱۳۴۴)
- جلاد (۱۳۴۴)
- خروس جنگی (۱۳۴۴)
- سرسام (۱۳۴۴)
- سه تا نخاله (۱۳۴۴)
- شیرمرد (۱۳۴۴)
- مرخصی اجباری (۱۳۴۴)
- مزد خونین (۱۳۴۴)
- نبرد غول‌ها (۱۳۴۴)
- ولگرد قهرمان (۱۳۴۴)
- یکپارچه آقا (۱۳۴۴)
- ببر رینگ (۱۳۴۳)
- دهکده طلایی (۱۳۴۳)
- کمینگاه شیطان (۱۳۴۳)
- گردن کلفت (۱۳۴۳)
- تار عنکبوت (۱۳۴۲)
- زن‌ها فرشته‌اند (۱۳۴۲)